# بیمارستان کامکار-عرب‌نیا
بیمارستان کامکار-عرب‌نیا یکی از بیمارستان‌های قدیمی در منطقه ۷ کلانشهر قم می‌باشد که در خیابان ۱۹ دی واقع است؛ این بیمارستان ۱۹۲ تخت دارد؛ که سال ساخت آن ۱۳۴۳ است، کلینیک ویژه تخصصی و فوق تخصصی بیمارستان کامکار در سال ۱۳۹۳ راه‌اندازی شد.

## شیوع کروناویروس در ایران
در تاریخ ۳۰ بهمن اولین موارد از کرونای جدید در شهر قم از طریق روابط عمومی وزارت بهداشت گزارش شد. رئیس مرکز اطلاع‌رسانی و روابط عمومی وزارت بهداشت اعلام کرد که نتایج آزمایش اولیه ۲ مورد از موارد مشکوک را از نظر ابتلا به کروناویروس، مثبت گزارش شده‌است. بیمارستان کامکار-عرب‌نیا قم نیز بعنوان اولین محل قرنطینه و مراجعه بیماران و موارد مشکوک به کرونا در ایران مشخص شد.